# Чопра, Нирадж
Нирадж Чопра (хинди नीरज चोपड़ा; род. 24 декабря 1997, Панипат, Харьяна) — индийский метатель копья, олимпийский чемпион и чемпион мира.
Он является субедаром индийской армии. Нирадж Чопра владеет национальным рекордом — 89,94 м. Предыдущим лучшим результатом Чопры был победный бросок на 88,06 м на Азиатских играх и результат на Играх Содружества 2018 года. Чопра был знаменосцем на церемонии открытия Индии на Азиатских играх 2018 года, дебютных для индийского спортсмена.
В начале карьеры он становился чемпионом мира 2016 года среди молодёжи и установил мировой рекорд до 20 лет — 86,48 м. Он первый индийский спортсмен, когда-либо выигравший титул чемпиона мира по лёгкой атлетике в категории до 20 лет.
Его бросок 87,86 м на его первых соревнованиях после травмы локтя гарантировал получение путёвки на Олимпиаду в Токио. Затем он квалифицировался с броском в первой попытке на 85,32 метра и вышел в финал, заняв в предварительном раунде первое место. Он завоевал золотую медаль на летних Олимпийских играх 2020 года в Токио. Он стал вторым спортсменом после стрелка Абхинава Биндры, который выиграл золотую медаль в индивидуальных соревнованиях от Индии.

## Ранние годы
Нирадж Чопра родом из деревни Кхандра в районе Панипат штата Харьяна. Он получил образование в колледже DAV в Чандигархе . В 2016 году стал младшим офицером индийской армии.
31 марта 2020 года он пожертвовал средства на борьбу с пандемией COVID-19.

## Карьера
Нирадж завоевал золотую медаль на Южноазиатских играх 2016 года с броском на 82,23 м, установив национальный рекорд Индии.
Он выиграл золотую медаль на чемпионате мира до 20 лет в Быдгоще, а также установил мировой рекорд среди юниоров. Несмотря на эти выступления, он не смог пройти отбор на Летние Олимпийские игры 2016 года из-за пропуска сроков отбора.
Нирадж выиграл золотую медаль на чемпионате Азии 2017 года с броском на 85,23 метра.
Нирадж Чопра показал лучший результат сезона 86,47 метра на Играх Содружества 2018. При этом Чопра не только присоединился к элитному списку индийских спортсменов, которые выиграли золотую медаль на своём дебютном матче на Играх Содружества, но также стал первым индийцем, победившим в метании копья на Играх Содружества.
В мае 2018 года он снова побил национальный рекорд Бриллиантовой лиги в Дохе с броском на 87,43 метра.
В 22-летнем возрасте Чопра стал единственным легкоатлетом, рекомендованным AFI на высшую спортивную награду страны в 2018 году. Нирадж Чопра был удостоен премии Арджуны в 2018 году после того, как выиграл золото Игр Содружества в Голд-Косте.
В настоящее время его тренирует немецкий специалист Клаус Бартониц. Ранее его тренировали Гэри Калверт, Вернер Дэниелс и Уве Хон.
27 августа 2018 года Нирадж бросил копьё на 88,06 м и завоевал золото на Азиатских играх 2018 года. При этом результат стал новым национальным рекордом Индии.
В 2019 году он получил травму, которая потребовала операции, состоявшейся 3 мая в Мумбаи. После восстановления и реабилитации он поехал в Южную Африку и стал тренироваться под руководством Клауса Бартонитца. После возвращения он смог метнуть копьё на 87,86 метров.
5 марта 2021 года Нирадж Чопра снова побил национальный рекорд, бросив копьё на 88,07 м и стал лидером мирового рейтинга сезона.
Нирадж Чопра в начале 2021 года с результатом 83,18 метра выиграл золотую медаль на соревнованиях в Лиссабоне. На соревнованиях в Финляндии с броском на 86,79 м завоевал бронзу. Он получил право участвовать на этапе Бриллиантовой лиги 13 июля, но из-за пандемии и других трудностей не приехал в Гейтсхед.
4 августа 2021 года он вышел в финал Олимпийских игр в Токио 2020 года в метании копья, где уже по результатам первой попытки выиграл золотую медаль и стал олимпийским чемпионом. Его лучшая попытка, вторая, составила 87,58 м. Свою победу он посвятил спринтерам Милке Сингху и П. Т. Уше.
По возвращении из Японии у него поднялась температура и он был госпитализирован, но это продлилось недолго. На фоне этого Чопра объявил, что заканчивает сезон и затем будет готовиться к чемпионату мира 2022 года, Азиатским играм и Играм Содружества.
В 2022 году принял участие на чемпионате мира в США. Метнув копьё на 88,13 метра, Чопра стал серебряным призёром. Победная попытка действующего чемпионата мира Андерсона Питерса, который защитил титул, оказалась более чем на метр дальше лучшего броска индийца.
27 августа 2023 года Нирадж Чопра стал чемпионом мира. В финале соревнований в Будапеште индийский копьеметатель, который двумя днями ранее выиграл квалификацию первым же броском, показал результат 88,17 метра. Этого хватило для того, чтобы стать победителем, а медаль стала первой золотой (и второй в целом после бронзы Анджу Бобби Джордж в 2003) для Индии на чемпионатах мира.

## Результаты
| Год  | Соревнование                 | Город       | Результат  | Дисциплина    | Результат |
| 2013 | Чемпионат мира среди юниоров | Донецк      | 19         | копьё (700 г) | 66,75 м   |
| 2015 | Чемпионат Азии               | Ухань       | 9          | копьё         | 70,50 м   |
| 2016 | Южноазиатские игры           | Гувахати    | 1          | копьё         | 82,23 м   |
| 2016 | Чемпионат Азии среди юниоров | Хошимин     | 2          | копьё         | 77,60 м   |
| 2016 | Чемпионат мира до 20 лет     | Быдгощ      | 1          | копьё         | 86,48 м   |
| 2017 | Азиатский Гран-при           | Дзиньхуа    | 2          | копьё         | 82,11 м   |
| 2017 | Азиатский Гран-при           | Цзясинь     | 2          | копьё         | 83,32 м   |
| 2017 | Азиатский Гран-при           | Тайбэй      | 3          | копьё         | 79,90 м   |
| 2017 | Чемпионат Азии               | Бхубанесвар | 1          | копьё         | 85,23 м   |
| 2017 | Бриллиантовая Лига           | Париж       | 7          | копьё         | 84,67 м   |
| 2017 | Бриллиантовая Лига           | Фонтвиль    | 7          | копьё         | 78,92 м   |
| 2017 | Бриллиантовая Лига           | Цюрих       | 7          | копьё         | 83,80 м   |
| 2017 | Чемпионат мира               | Лондон      | 15 (квал.) | копьё         | 82,26 м   |
| 2018 | Offenburg Speerwurf Meeting  | Оффенбург   | 2          | копьё         | 82,80 м   |
| 2018 | Игры Содружества             | Голд-Кост   | 1          | копьё         | 86,47 м   |
| 2018 | Бриллиантовая Лига           | Доха        | 4          | копьё         | 87,43 м   |
| 2018 | Бриллиантовая Лига           | Юджин       | 4          | копьё         | 80,81 м   |
| 2018 | Бриллиантовая Лига           | Рабат       | 4          | копьё         | 83,32 м   |
| 2018 | Бриллиантовая Лига           | Цюрих       | 4          | копьё         | 85,73 м   |
| 2018 | Азиатские игры               | Джакарта    | 1          | копьё         | 88,06 м   |
| 2020 | Kourtane Games               | Финляндия   | 3          | копьё         | 86,79 м   |
| 2020 | Олимпийские игры             | Токио       | 1          | копьё         | 87,58 м   |